# Miogypsinitella
Miogypsinitella es un género de foraminífero bentónico considerado un sinónimo posterior de Miogypsina de la familia Miogypsinidae, de la superfamilia Rotalioidea, del suborden Rotaliina y del orden Rotaliida. Su especie tipo era Miogypsina (Miogypsina) indonesiensis. Su rango cronoestratigráfico abarcaba el Mioceno inferior.

## Clasificación
Miogypsinitella incluía a la siguiente especie:
- Miogypsinitella indonesiensis †